# ۲۷۱ (پیش از میلاد)
۲۷۱ (پیش از میلاد) ۲۷۱مین سال قبل از تقویم میلادی است.